# کلون

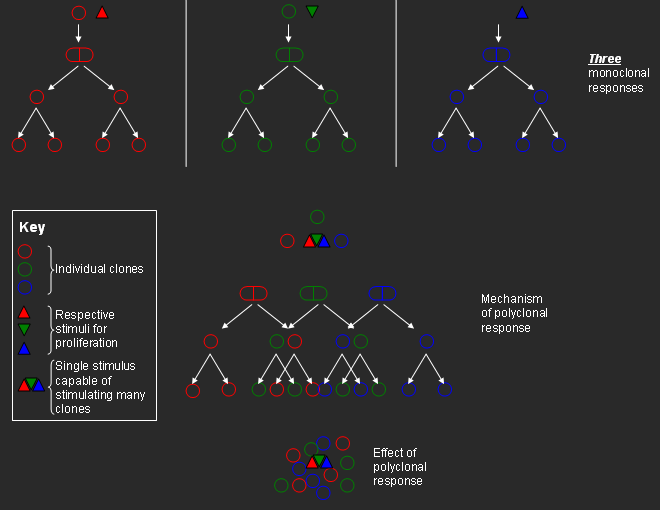

کلون (به انگلیسی: Clone) در زیست‌شناسی به دو معنی به‌کار می‌رود:
- به سلول‌های مشابه که از یک سلول منفرد ایجاد شده‌اند، کلون گفته می‌شود؛ مثلاً یک کلون باکتری متشکل از تعداد زیادی سلول باکتری است که از یک باکتری اولیه ایجاد شده‌اند.
- به همهٔ مولکول‌های دی‌ان‌ای که از تکثیر یک قطعه دی‌ان‌ای شبیه‌سازی شده (کلون شده) ایجاد شده باشد، نیز گفته می‌شود.

## کلون‌سازی
هدف از کلون‌سازی به وجود آوردن جاندارانی است که از نظر ژنتیکی مشابه یکدیگرند. از دو طریق ایجاد چنین نمونه‌ای امکان‌پذیر است: تقسیم جنینی یا انتقال هستهٔ سلولی. در تقسیم جنینی، جنین در مراحل اولیهٔ رشد خود به دو یا بیش از دو قسمت تقسیم شده و هر قسمت تبدیل به یک جاندار مستقل می‌شود. هر تکه از جنین قابلیت آن را دارد که به یک بلاستوسیست و از آن طریق به یک جنین کامل تبدیل شود. از همین طریق است که دوقلوهای تک‌تخمی به وجود می‌آیند که از نظر ژنتیکی با یکدیگر تفاوتی ندارند. کلون‌سازی از طریق تقسیم جنین در جانورانی نظیر گوسفند، موش و میمون صورت گرفته‌است. از همین شیوه در انسان تا قبل از مرحلهٔ اتصال جنین به دیوارهٔ رحم استفاده شده‌است. اخیراً انجمن پزشکی تولیدمثل آمریکا اعلام کرده‌است که کلون‌سازی انسان از طریق تقسیم جنینی یک روش پزشکی است که می‌بایست تحت کنترل اخلاقی قرار گیرد چرا که تعداد بلاستوسیست‌های قابل لانه‌گزینی در برخی از شیوه‌های درمان ناباروری از این طریق افزایش می‌یابد. در هر حال باید در نظر داشت تعداد دفعاتی که می‌توان یک جنین را تقسیم کرد محدود است. علاوه بر این در این شیوه، موجود کلون‌شده فقط یک تودهٔ سلولی است و هیچ شباهتی به جاندار بالغ زنده ندارد. در شیوهٔ دوم کلون کردن یا انتقال سلولی از این محدودیت‌ها خبری نیست. انتقال هستهٔ سلولی (یا دقیق‌تر انتقال هستهٔ سلول‌های غیرزایا (سلول‌های پیکری یا سوماتیک) به‌طور نظری شیوهٔ ساده‌ای است. محتویات هستهٔ یک تخمک خارج شده و محتویات هستهٔ یک سلول سوماتیک به‌جای آن وارد می‌شود. حاصل این تعویض ایجاد یک زیگوت یا سلول تخم است که می‌تواند تبدیل به یک جاندار کامل شود. چنین زیگوت بازسازی شده‌ای قابلیت آن را دارد که از طریق تقسیم سلولی به یک بلاستوسیست تبدیل شده و پس از آن در دیوارهٔ رحم لانه‌گزینی کند. اگر انسانی از این طریق به وجود آید دقیقاً شبیه به انسانی خواهد بود که صاحب سلول‌های سوماتیک بوده‌است. (شبیه‌سازی انسان)
دو شیوهٔ اساساً متفاوت کلون‌سازی انسانی وجود دارد: کلون‌سازی تولید مثلی و کلون‌سازی درمانی. به وجود آوردن یک نوزاد شبیه به جاندار دیگری که وجود دارد موضوع مجادلات اخلاقی و حقوقی متعددی است. با وجود این برخی از پزشکان این شیوه را به عنوان آخرین ابزار برای زوج‌هایی توصیه می‌کنند که به هیچ وسیلهٔ دیگر نمی‌توانند صاحب نوزاد شوند. هدف از کلون‌سازی درمانی ایجاد سلول‌های بنیادی است که مشابه سلول‌های بنیادی خود بیمار است. این سلول‌های بنیادی می‌توانند بعداً جانشین سلول‌های سوماتیکی شده تا بیماری‌های منجر به تخریب سلولی را معالجه کنند. اعتراضات متعدد علمی و اخلاقی بر هر دو شیوهٔ کلون‌سازی وجود دارد.

## کلون‌سازی تولیدمثلی
نخستین مهره‌دار کلون‌شده (از طریق انتقال هستهٔ سلولی) یک دوزیست بوده‌است. موفقیت‌های اولیه در سال ۱۹۵۲ صورت گرفت و بعدها معلوم شد که مواد منتقل‌شده به هستهٔ تخم پس از تقسیم سلولی منتهی به ایجاد یک موجود کامل می‌شود. در دهه‌های ۱۹۷۰ و ۸۰ میلادی انتقال مواد هستهٔ سلولی در پستانداران آغاز و در سال ۱۹۹۶ منجر به کلون‌سازی اولین پستاندار شد. در سال ۱۹۹۷ مجلهٔ نیچر خبر به دنیا آمدن «دالی» اولین گوسفند کلون‌شده را منتشر کرد و بلافاصله مباحثهٔ جهانی مربوط به کلون‌سازی انسانی آغاز شد. تاکنون تجربه بر روی گوسفند، گاو، موش، گربه و خوک به‌طور موفقیت‌آمیز صورت گرفته‌است. تجارب صورت گرفته بر روی این پستانداران نشان می‌دهد که نهایتاً انجام این کار در مورد انسان نیز عملی است. در هر حال بیشتر دانشمندانی که کلون‌سازی پستانداران را تجربه کرده‌اند در پرتو مشکلات مربوط به تکوین سلول تخم کلون‌شده و همچنین سایر مشکلات مورفولوژیک و فیزیولوژیک با انجام چنین اقدامی در مورد انسان مخالف‌اند. اولین مشکلی که در مورد کلون کردن وجود دارد کارایی بسیار پایین این روش است. نوعاً برای هر کلون‌سازی موفقیت‌آمیز از مرحلهٔ انتقال هستهٔ سلول تا وضع حمل به ۱۰۰ سلول تخم نیاز است به عبارت دیگر می‌بایست ۱۰۰ بار سلول تخم را تخلیه و هستهٔ سلول سوماتیک را به آن تزریق کرده و سایر مراحل را طی کرد تا بتوان یک‌بار موفق بود؛ بنابراین کارایی این روش تنها یک درصد است. در میان پستانداران مختلف کارایی کلون‌سازی در بهترین شکل خود از سه درصد بیشتر نیست چنانچه کلون کردن انسانی نیز دارای این معضل باشد می‌بایست سلول‌های تخم فراوانی برای این منظور در نظر گرفت. در هر حال باید در نظر داشت که در سایر شیوه‌های لقاح مصنوعی (IVF) نیز تعداد قابل توجهی سلول تخم مورد نیاز است و از آن‌جا که در هر بار عمل جراحی نمی‌توان بیش از ۱۰ تا ۱۵ تخمک را از تخمدان جدا کرد ممکن است بیمار چندین بار مورد عمل جراحی قرار گیرد؛ بنابراین اگر ما بپذیریم که شیوه‌های IVF برای بارداری مورد قبول‌اند بحث ناکارآمد بودن کلون‌سازی انسان چندان اعتباری نخواهد داشت. دومین مشکل علمی که در فرایند کلون‌سازی انسان وجود دارد فراوانی نقص عضوهای تکوینی است که در سایر پستانداران مشاهده شده‌است. اخیراً در کنفرانس آکادمی ملی علوم آمریکا تعمیم اطلاعات به‌دست‌آمده از کلون‌سازی پستانداران به انسان مورد بحث قرار گرفته‌است. دانشمندانی که در این کنفرانس با کلون‌سازی انسان مخالفت ورزیدند مدعی بودند که نزدیک به ۳۰ درصد از پستاندارانی که از طریق کلون‌سازی به دنیا آمده‌اند دارای نقص عضو بوده‌اند. بیشتر این نقص عضوها از گروه نشانگان نوزادان درشت (LOS) هستند. این دانشمندان معتقدند که ممکن است انسان کلون شده نیز دچار عوارضی شود. این سندرم مشتمل بر مجموعه عوارضی است که عموماً شامل بزرگ شدن اعضای بدن و همچنین مشکلات تنفسی و گردش خون است. به زعم برخی دیگر از دانشمندان هر یک از ۳۰ هزار ژن انسانی ممکن است در فرایند کلون‌سازی دچار این مشکلات شده و عوارض سندرم نوزادان درشت را موجب شود. از طرف دیگر آن دسته از دانشمندانی که موافق کلون‌سازی انسان هستند معتقدند که بسیاری از نقص عضوهای مشاهده شده در پستانداران کلون‌شده ناشی از شرایط نامناسب کشت بافت است. همین گروه از دانشمندان برآنند که طی ۲۳ سال تجربهٔ IVF و سایر تکنیک‌های تولیدمثلی شرایط کشت بافت، بهبود قابل توجهی یافته‌است. این گروه از دانشمندان نشان داده‌اند که وقوع نقص عضو LOS در پستانداران همبستگی قدرتمندی با حضور نوعی ژن (RI2GF) دارد که در انسان و سایر انسان‌ریخت‌ها وجود ندارد. شواهد تجربی به دست آمده از تجارب IVF در انسان و سایر پستانداران مؤید این نظریه است. علاوه بر این در میمون رزوس کلون‌شده تاکنون هیچ‌گونه نقص عضوی مشاهده نشده‌است. شواهد به‌دست‌آمده نشان می‌دهد که احتمالاً انسان و سایر انسان‌ریخت‌ها در مقایسه با سایر پستانداران شانس برای مبتلا شدن به نشانگان LOS خواهند داشت. نسبت وقوع نقص عضو در موش‌های کلون‌شده ۱۲ درصد و در بزها ۳۸ درصد است؛ بنابراین بسیاری از دانشمندان معتقدند که شانس نقص عضو در پستانداران به‌طور عموم ۳۰ درصد است. اگر بپذیریم که وقوع این نواقص با تظاهرات ژنی در ارتباط است که در انسان وجود ندارد بنابراین می‌بایست شانس وقوع نقص عضو در انسان‌های کلون‌شده بسیار کمتر از ۳۰ درصد باشد. احتمال وقوع نقص عضو در افرادی که به‌طور معمول تولیدمثل می‌کنند ۳ درصد است. این نسبت در افرادی که سن‌شان از ۴۰ سال می‌گذرد به‌طور معنی‌داری بیشتر می‌شود. واضح است که بسیاری از این افراد این مخاطره را می‌پذیرند و در سنین بالا اقدام به بچه‌دار شدن می‌کنند. اگر کلون‌سازی انسان تنها به دلیل آن‌که شانس بیشتری برای ایجاد نقص عضو در نوزادان را به وجود می‌آورد غیرقانونی اعلام شود در آن‌صورت ممکن است برخی دیگر از تکنیک‌های رایج IVF نیز غیرقانونی اعلام شوند. هرگونه قانون‌گذاری در این زمینه می‌بایست با دقت فراوانی طراحی شود تا امکان استفادهٔ درمانی از این شیوه را در انسان از میان نبرد.

## درمان با کلون‌سازی
کلون‌سازی درمانی عبارت است از به وجودآمدن بلاستوسیست بیماری که دارای عارضهٔ تخریب سلولی است. این بلاستوسیست که اساساً یک تودهٔ سلولی است می‌تواند کشت داده شده و تبدیل به سلول‌های بنیادی شود. یک سلول بنیادی سلولی است که می‌تواند به‌طور دائم رشد کرده و به انواع متفاوتی از سلول‌ها تمایز یابد. برخی از این سلول‌ها و مواد حاصله از آن‌ها می‌توانند استخراج شده و به بیمارانی که دچار ضایعهٔ تخریب سلولی هستند تزریق شوند. فایدهٔ چنین تکنیکی آن است که به لحاظ مشابهت سلول‌های تزریق شدهٔ دستگاه ایمنی بیمار هیچ‌گونه مقاومتی نسبت به آن‌ها ایجاد نمی‌کند. بیماری‌هایی که می‌توانند از این طریق مورد معالجه قرار گیرند عبارت‌اند از بیماری‌های قلبی، دیابت، پارکینسون و بسیاری دیگر از بیماری‌هایی که موجب تخریب سلولی می‌شوند. مخالفت اصلی که با این شیوه از مداوا صورت می‌گیرد از این واقعیت ناشی می‌شود که این شیوه متضمن به وجود آوردن یک جنین انسان و سپس از بین بردن آن برای به‌دست آوردن سلول‌های بنیادی است. این مخالفان معتقدند که گزینه‌های دیگری برای به‌دست آوردن سلول‌های بنیادی وجود دارد که متضمن از بین بردن جنین نیست. مجادلات علمی پیرامون کلون‌سازی انسان بر حول محور حقوق یک فرد نازا یا یک زوج که خواهان بچه‌دار شدن بدون دخالت دولت هستند، دور می‌زند. در این میان دولت یا سیستم‌های قانون‌گذار از حقوق کودکی دفاعی می‌کنند که ممکن است با مخاطرهٔ قابل توجه نقص عضو ناشی از اقدامات مربوط به کلون‌سازی روبه‌رو شوند واضح است آنچه مخاطرهٔ قابل توجه گفته می‌شود مفهوم دقیق علمی ندارد. افرادی که ممکن است والدین بالقوه‌ای باشند تحت شرایط مختلف، ادراک متفاوتی از مخاطرهٔ تولیدمثل خواهند داشت. درک یک زوج چهل سال به بالا از مخاطرهٔ به دنیا آوردن یک نوزاد ناقص‌الخلقه از ادراک یک زوج ۲۰ ساله متفاوت است. اگر ثابت شود که مخاطره داشتن نوزاد ناقص‌الخلقه پس از کلون‌سازی کمتر از ۳ درصد است در آن بخش بزرگی از مخالفت‌های علمی با این روش متوقف خواهد شد ولی بدون شک مخالفت‌هایی که جنبه‌های مذهبی و اخلاقی دارند همچنان باقی خواهند ماند. یک راه حل قاطع برای از میان بردن تردید علمی در مورد این تکنیک این خواهد بود که آزمایش‌های جامعی در زمینهٔ کلون‌سازی انسان‌ریخت‌ها صورت گیرد. در حال حاضر شواهد علمی لازم برای تأیید و رد این تکنیک در دست نیست. مجادلهٔ علمی دربارهٔ کلون‌سازی درمانی انسان بر حول محور منافع پزشکی این شیوه در مقابل هزینه‌های از میان بردن یک جنین در مراحل اولیهٔ تکوین آن دور می‌زند. بسیاری برآنند که جنین، یک انسان است و بنابراین تمام حقوق انسانی را بدان نسبت می‌دهند. از دیدگاه این گروه از میان بردن یک جنین جنایت است. در هنگام مجادله دربارهٔ حقوق جنین چندین نکته می‌بایست در نظر گرفته شود. مراحل اولیهٔ جنین در پستانداران توده‌ای سلولی است که حتی فاقد سلول‌های اولیهٔ عصبی است؛ بنابراین به سادگی نمی‌توان حقوق اساسی فرد را به این تودهٔ سلولی بخشید. حقوق مربوط به سقط جنین در بسیاری از کشورها زوجین را در سقط جنین مجاز شمرده‌است. بیش از ۷۰ درصد از جنین‌هایی که محصول آمیزش جنسی طبیعی‌اند شانس اتصال به دیوارهٔ رحم را پیدا نمی‌کنند. اگر هر یک از این جنین‌ها صاحب حقوق اساسی انسانی بودند می‌بایست شکست تلاش‌های پزشکی در بقای آن‌ها را معادل جنایت تعریف کرد. این واقعیتی است که ملاحظات اخلاقی می‌بایست واقعیت‌های جامعه را درک کند. ارزش کدام یک از این دو در یک جامعه بیشتر است. زندگی یک فرد بالغ یا کودکی که از بیماری‌های تخریب‌کنندهٔ سلولی رنج می‌برد یا جنین ۵روزه‌ای که چیزی بیشتر از یک توپ پر از سلول نیست؟ به‌طور خلاصه باید در نظر داشت که ریسک کلون‌سازی در انسان به‌طور کامل مشخص نشده‌است. بدون شک تحقیقات آتی می‌توانند ایمنی روش‌های کلون‌سازی برای مادر و نوزاد را مشخص سازند، اما سایر اعتراضات به ویژه اعتراضات دینی و اخلاقی باقی خواهند ماند. دانش ما در حال حاضر نشان می‌دهد که کلون‌سازی درمانی بسیار مؤثرتر از شیوه‌های دیگر برای به‌دست آوردن مواد مورد نیاز برای مقابله با بیماری‌های کشنده است، رها کردن این شیوه از درمان به معنای نادیده گرفتن پیشرفت‌های قابل توجه علمی و همچنین تسلیم میلیون‌ها بیمار به مرگ زودرس، بدبختی و ذلت پایان‌ناپذیر است.